# Камйонка-Мала (Лімановський повіт)
Камйонка-Мала (пол. Kamionka Mała) — село в Польщі, у гміні Ляскова Лімановського повіту Малопольського воєводства.
Населення — 925 осіб (2011).
У 1975-1998 роках село належало до Новосондецького воєводства.

## Демографія
Демографічна структура станом на 31 березня 2011 року:
|          | Загалом | Допрацездатний вік | Працездатний вік | Постпрацездатний вік |
| -------- | ------- | ------------------ | ---------------- | -------------------- |
| Чоловіки | 469     | 138                | 299              | 32                   |
| Жінки    | 456     | 105                | 262              | 89                   |
| Разом    | 925     | 243                | 561              | 121                  |